# Кокон (фильм)
«Кокон» (англ. Cocoon) — фантастический фильм 1985 года режиссёра Рона Ховарда, лауреат премии «Оскар».

## Сюжет
Обитатели дома престарелых на окраине города Сент-Питерсберг (Флорида) ведут размеренную жизнь пенсионеров. Однажды Бен, Артур и Джой обнаружили на участке неподалёку заброшенный бассейн и стали тайком ходить туда купаться. Во время одного из походов оказалось, что у бассейна появились новые хозяева, взявшие бассейн в аренду на 27 дней. В тот же день неизвестные снимают катер капитана Джека Боннера, тоже на 27 дней. Гости опускаются под воду с аквалангами и поднимают на поверхность загадочные предметы, которые затем транспортируют в бассейн. Старики обнаруживают на дне бассейна некие большие коконы, поросшие ракушками. Они всё равно решают искупаться и чувствуют невероятный прилив сил и молодости.
Оказывается, 10 000 лет назад Землю посетили дружелюбные пришельцы с планеты Антарея. Они жили на Атлантиде, и, когда она ушла на дно, часть инопланетян осталась ждать возвращения внутри коконов. В 1980-х годах на Землю прилетает спасательная экспедиция. Инопланетянка Китти и её друзья, принявшие облик людей, снимают катер для поиска коконов на дне моря. Капитан катера Джек случайно узнает их секрет. После первого испуга он приходит в себя и решает помочь гостям с другой планеты. Между Китти и Джеком возникают чувства. Происходит некое подобие сексуального контакта на инопланетный манер с обменом энергией.
Между тем преобразившиеся старики не могут хранить тайну своего омоложения. Вскоре все обитатели дома узнают о бассейне и бросаются в воду в надежде получить второй шанс в жизни. В ажиотаже они даже пытаются вскрыть один из коконов, и их останавливает пришелец Уолтер. Берни несёт к бассейну смертельно больную жену Розу. Однако бассейн перестает работать, так как земляне забрали всю энергию из инопланетян. Теперь пришельцы не переживут путешествие домой, и их придется вернуть обратно в море. Тем не менее инопланетяне предлагают старикам полететь вместе с ними на Антарею, где они смогут жить вечно. Большинство соглашается и погружается на катер Джека. Полиция и затем береговая охрана начинают поиски пропавших обитателей дома престарелых. Однако им удается скрыться, воспользовавшись туманом. В последних кадрах показан корабль инопланетян, удаляющийся от Земли.

## В ролях
| Актёр           | Роль            |
| --------------- | --------------- |
| Дон Амичи       | Арт Селвин      |
| Уилфорд Бримли  | Бен Лакетт      |
| Хьюм Кронин     | Джо Финли       |
| Брайан Деннехи  | Уолтер          |
| Джек Гилфорд    | Берни Лефковитц |
| Стив Гуттенберг | Джек Боннер     |
| Тани Уэлч       | Китти           |
| Морин Степлтон  | Мэри Лакетт     |
| Джессика Тэнди  | Алма Финли      |
| Гвен Вердон     | Бесс МакКарти   |
| Герта Вэр       | Рози Лефковитц  |
| Линда Харрисон  | Сьюзан          |
| Баррет Оливер   | Дэвид           |
| Чарльз Лампкин  | Попс            |

## Премии
Фильм получил два «Оскара» в 1986 году:
- Лучший актёр второго плана — Дон Амичи
- Лучшие визуальные эффекты

## Продолжение
В 1988 году вышло продолжение «Кокон: Возвращение».